# Karl Friedrich Schinkel
Karl Friedrich Schinkel (Neuruppin, Prússia, 13 de març de 1781 – 9 d'octubre de 1841) va ser un arquitecte i pintor alemany. Schinkel va ser un dels arquitectes més destacats del neoclassicisme prussià.

## Biografia

Franz Ludwig Catel, Schinkel a Nàpols, 1824

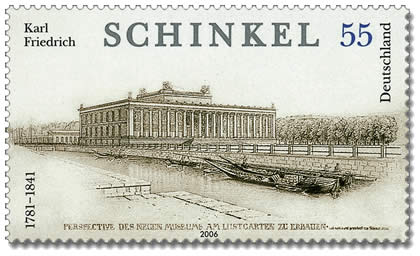
Un segell amb l'Altes Museum de Schinkel

Schinkel va néixer a Neuruppin, Marcgraviat de Brandenburg. Quan tenia sis anys, el seu pare va morir en el desastrós incendi de Neuruppin de 1787. Ja de molt jove va mostrar un talent artístic polifacètic: música, dibuix i teatre. Es va convertir en estudiant de l'arquitecte Friedrich Gilly (1772–1800) (els dos es van fer amics íntims) i del seu pare, David Gilly, a Berlín. En aquella època, el gust arquitectònic a Prússia es va plasmar en estil neoclàssic, principalment per Carl Gotthard Langhans, l'arquitecte de la Porta de Brandenburg a Berlín.
Després de tornar a Berlín del seu primer viatge a Itàlia el 1805, va començar a guanyar-se la vida com a pintor. Quan va veure el quadre de Caspar David Friedrich Der Mönch am Meer ('El monjo al mar') a l'exposició d'art de Berlín de 1810, va decidir que mai arribaria a aquell domini de la pintura i es va dedicar a l'arquitectura.

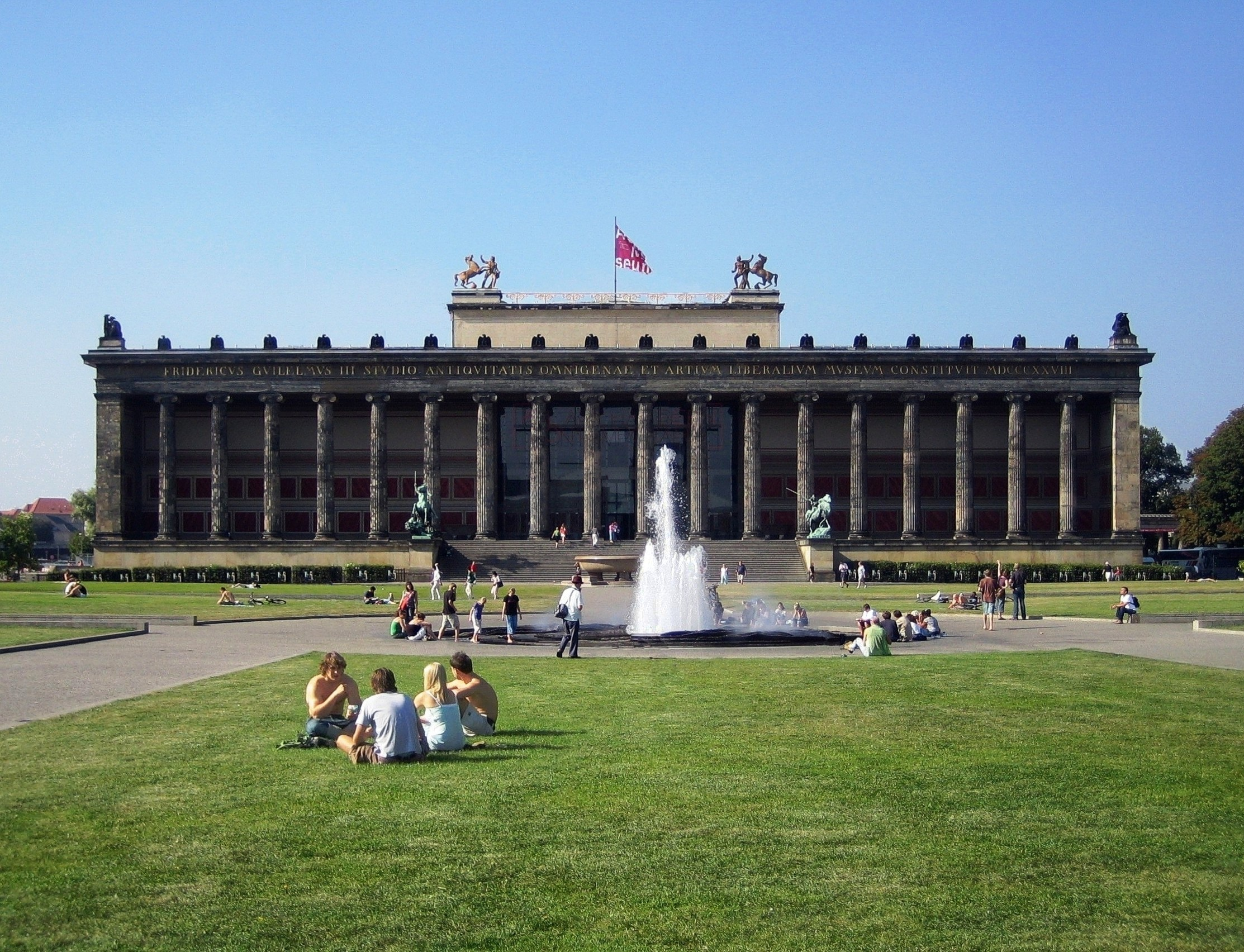
Altes Museum a l'illa dels Museus de Berlín

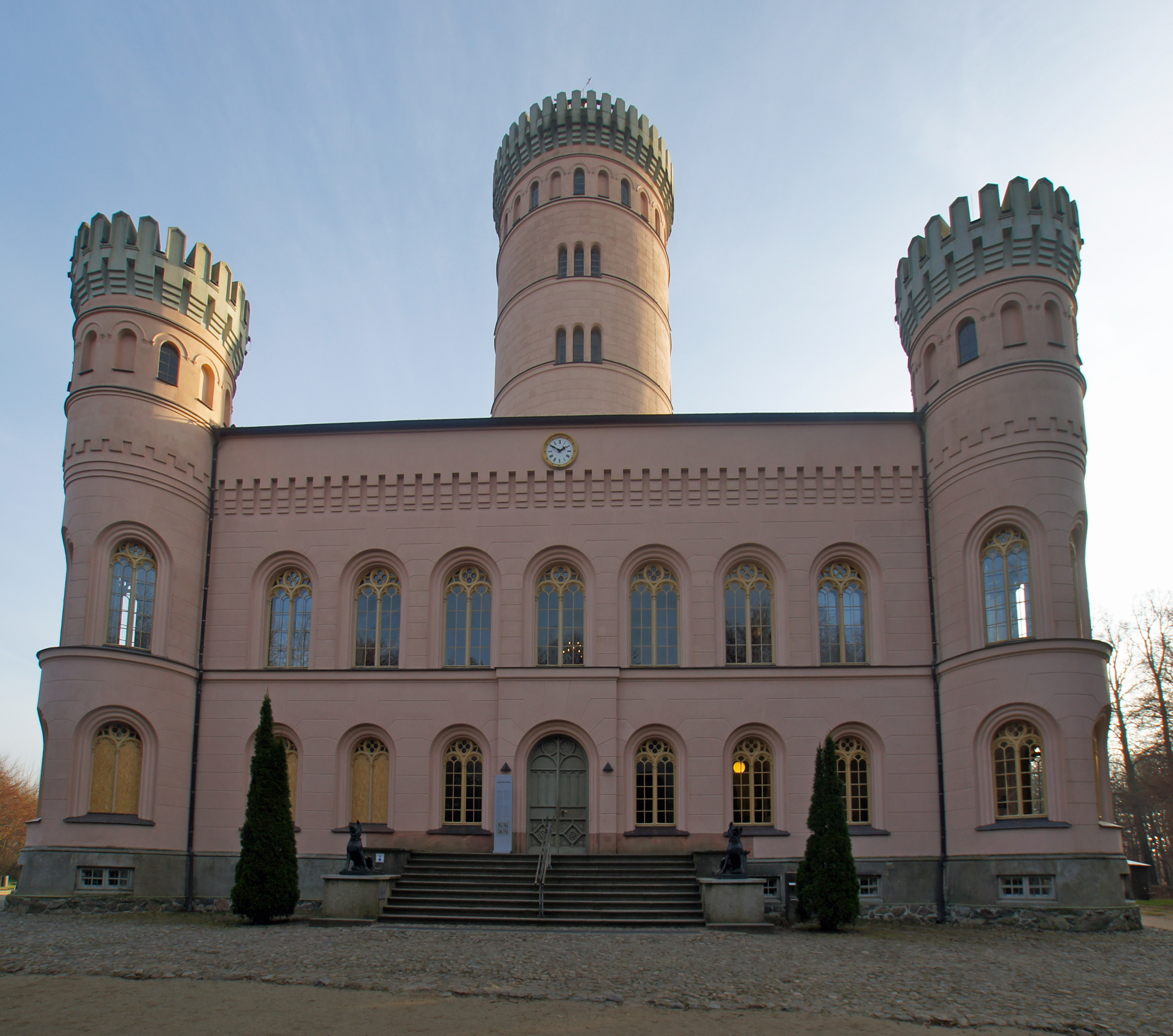
Castell de Granitz

Treballant per a l'escenari, el 1816 va crear un teló de fons amb estrelles per a l'aparició del "Die Zauberflöte " a l'òpera La flauta màgica de Wolfgang Amadeus Mozart, que fins i tot es cita en les produccions modernes d'aquesta peça.
Després de la derrota de Napoleó, Schinkel va supervisar la Comissió de Construcció de Prussia. En aquesta posició, no només va ser responsable de remodelar la ciutat encara relativament poc espectacular de Berlín en una capital representativa de Prússia, sinó que també va supervisar projectes als territoris prussians ampliats des de Renània a l'oest fins a Königsberg a l'est, com ara l'església de New Altstadt. Tenia la missió de supervisar «els aspectes estètics i artístics» dels edificis.
Schinkel és més conegut pels seus treballs teòrics i els seus dibuixos d'arquitectura que per la seva obra relativament escassa, ja que molt pocs dels seus plans van arribar a ser realitzats. És possible que els seus mèrits s'aprecien millor en els seus dissenys no executats per a la transformació de l'Acròpoli d'Atenes en un palau pel nou Regne de Grècia o pel mai realitzat palau d'Orianda en la península de Crimea. Aquests i altres dissenys van ser recopilats al seu Sammlung architektonischer Entwürfe (Col·lecció de projectes arquitectònics) (1820-37).
Schinkel va dissenyar la medalla de Prússia i posteriorment d'Alemanya, la coneguda Creu de Ferro.
De 1808 a 1817 Schinkel va renovar i reconstruir Schloss Rosenau, Coburg, a l'estil neogòtic. També va reconstruir les ruïnes de l'Abadia de Chorin.
Als 60 anys, el 9 d'octubre de 1841, Schinkel va morir a Berlín, província de Brandenburg.

## Estil

Plànol de la proposta del Palau d'Orianda, Crimea

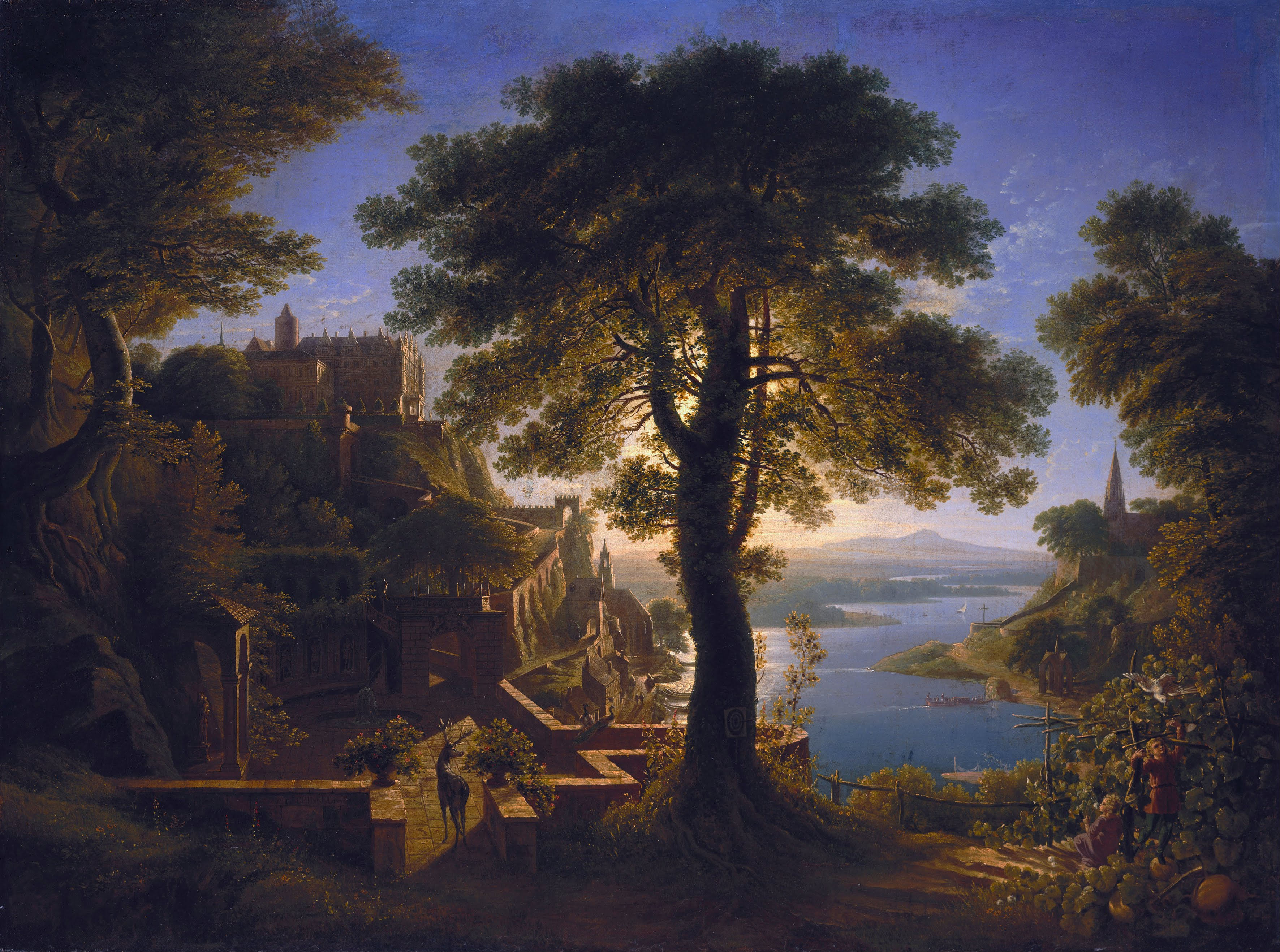
Castell al costat del riu (Schloß am Strom), 1820

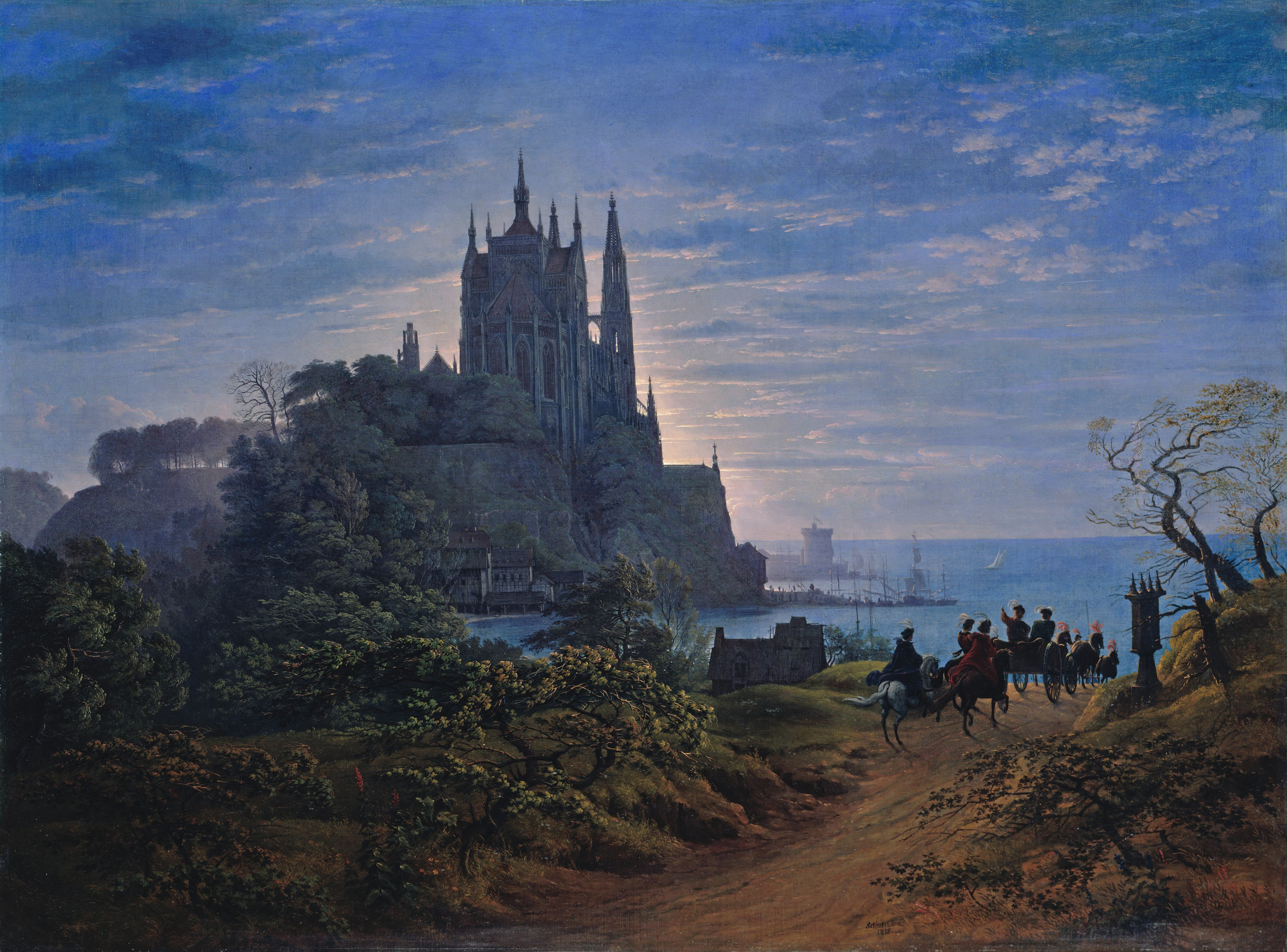
Gotische Kirche auf einem Felsen am Meer, 1815

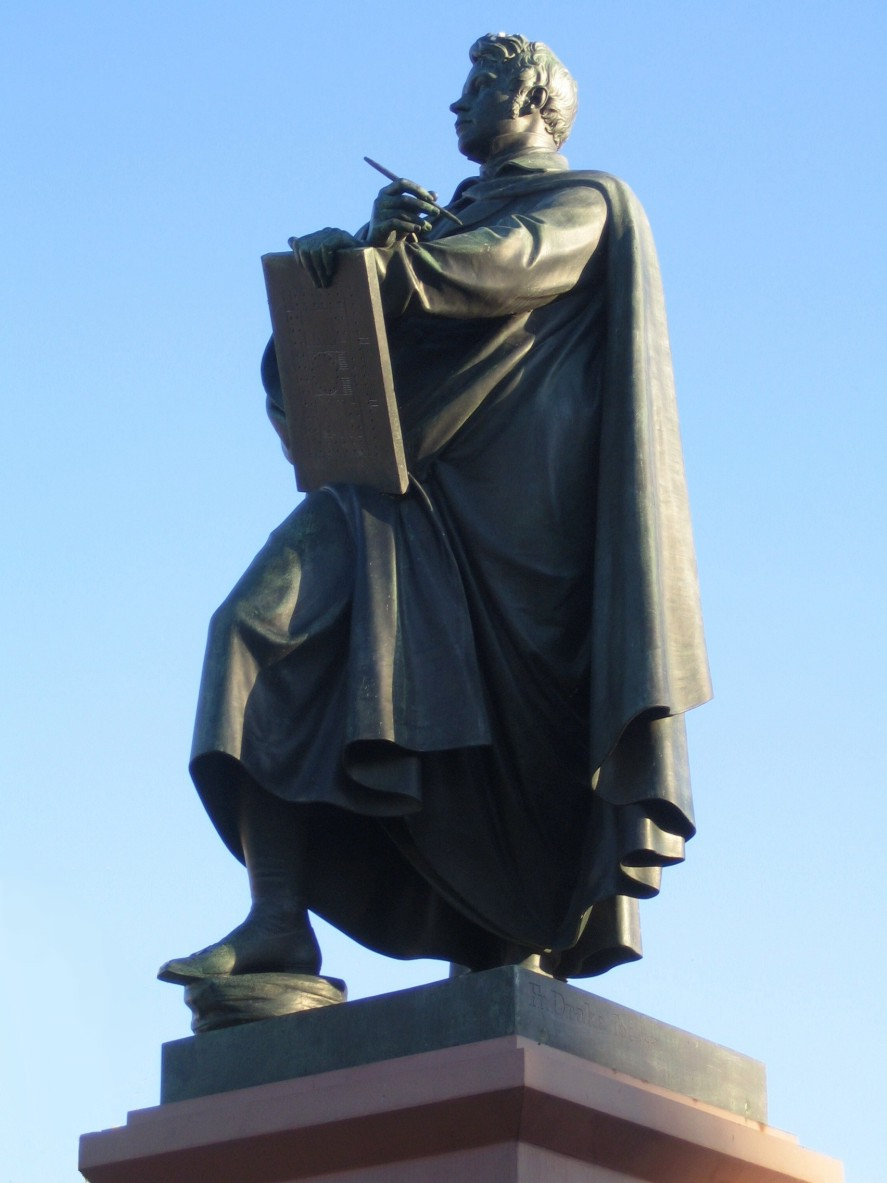
Monument a Schinkel a Schinkelplatz, Berlín

L'estil de Schinkel, en el seu període més productiu, es defineix per un gir cap a l'arquitectura grega més que no pas imperial romana, un intent d'allunyar-se de l'estil que estava vinculat als recents ocupants francesos. (Així, és un destacat defensor del renaixement grec.) Creia que per evitar l'esterilitat i tenir ànima, un edifici havia de contenir elements de la poètica i del passat, i tenir un discurs amb ells.
Els seus edificis més famosos existents es troben a Berlín i als voltants. Aquests són la Neue Wache (1816–1818), el Monument Nacional per a les Guerres d'Alliberament (1818–1821), la Schauspielhaus (1819–1821) al Gendarmenmarkt, que va substituir el teatre anterior que va ser destruït per un incendi el 1817, i l'Altes Museum a l'Illa dels Museus (1823–1830). També va realitzar millores al Palau del Príncep hereu i al Schloss Charlottenburg. Schinkel també va ser responsable de la decoració interior de diverses residències privades de Berlín. Encara que els propis edificis han estat destruïts durant molt de temps, es van poder rescatar parts d'una escala de la casa Weydinger i construir-les a la Nicolaihaus de Brüderstr i el seu menjador formal al Palais am Festungsgraben.
Schinkel va ser àmpliament patrocinat per la família reial prusiana, produint dissenys per al castell de Stolzenfels i completant el palau de Charlottenhof per al rei Frederic Guillem IV i per als seus germans, el palau de Babelsberg i el palau de Glienicke.
Entre 1825 i 1827, va col·laborar amb Carl Theodor Ottmer en dissenys per a la Berliner Singakademie per a Sing-Akademie zu Berlin. Des de 1952, es coneix com el Teatre Maxim Gorki.
Més tard, Schinkel es va allunyar del classicisme per complet, abraçant el neogòtic a la seva Església Friedrichswerder (1824–1831). La Bauakademie de Schinkel (1832–1836), el seu edifici més innovador, va evitar les convencions historicistes i semblava indicar el camí cap a una arquitectura modernista de línies netes que esdevindria destacada a Alemanya només a principis del segle xx.
Schinkel, però, destaca tant pel seu treball teòric i els seus esborranys arquitectònics com pels relativament pocs edificis que es van executar realment segons els seus dissenys. Alguns dels seus mèrits es mostren millor en els seus plans no executats per a la transformació de l'Acròpolis atenesa en un palau reial per al nou Regne de Grècia i per a l'erecció del Palau d'Orianda a Crimea. Aquests i altres dissenys es poden estudiar al seu Sammlung architektonischer Entwürfe (1820–1837) i al seu Werke der höheren Baukunst (1840–1842; 1845–1846). També va dissenyar la famosa medalla de la Creu de Ferro de Prússia i més tard d'Alemanya.
S'ha especulat, però, que a causa de les difícils circumstàncies polítiques –ocupació francesa i dependència del rei prussià– i la seva mort relativament primerenca, que li van impedir veure l'explosiva industrialització alemanya de la segona meitat del segle xix, va no va poder estar a l'altura del veritable potencial que mostren els seus esbossos.

## Obres destacades
- 1800 Temple de Pomona, Potsdam, Alemanya.
- 1816 Neue Wache (Casa de la Guardia Reial) a Unter den Linden, Berlín.
- 1818-1821 Schauspielhaus (Teatre Estatal) a la plaça de l'Acadèmia de Berlín.
- 1820-1824 Altes Museum (Museu Antic) a Berlín.
- 1820-1824 Castell de Tegel, Berlin, Alemanya.
- 1821-1824 Pont del castell, Unter den Linden, Berlin, Alemanya.
- 1824-1830 Església de Friedrichswerder, Berlín, Alemanya.
- 1826 Schloss Charlottenhof (Castell del Kronprinz) a Potsdam.
- 1827 - Hamburgische Staatsoper (bombardejat el 1943)
- 1829-1835 Casa del jardiner i altres edificis als jardins de Schloss Charlottenhof, a Potsdam.
- 1829 - Església d'Alexandre Nevski
- 1832-1835 Bauakademie (Acadèmia d'Arquitectura), Berlin, Alemanya.
- 1832 Casa de la vila de Kolberg
- 1834 -1849 Castell de Babelsberg, Potsdam, Alemanya.
- 1837 Església de Sant Nicolau (Potsdam).
- 18-- - Torre central del Castell de Granitz a Binz (Rügen)
- 1838-1873 Castell de Kamenz, Polònia.
- 1839 Església de Petzow, Brandemburg, Alemanya.

## Pintures

Selecció d'obres de Karl Friedrich Schinkel
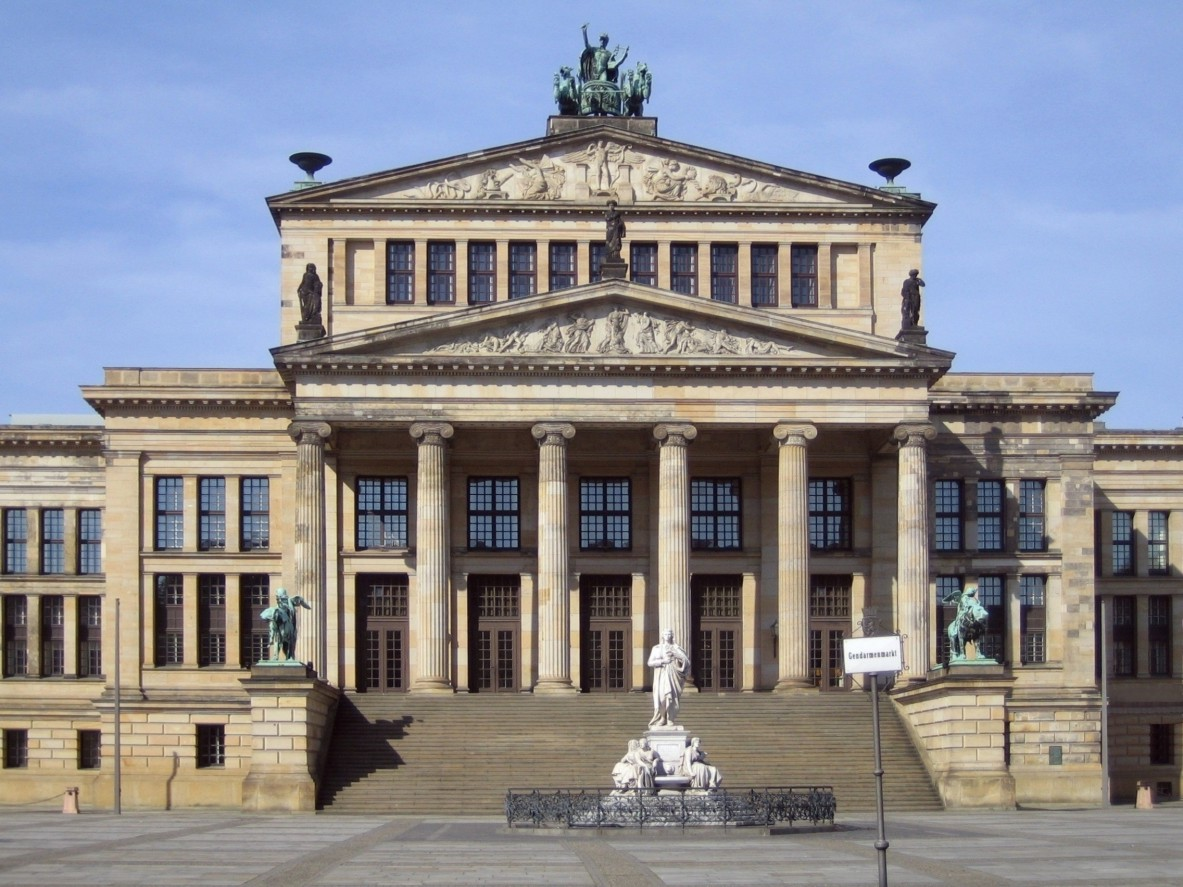
Konzerthaus, Berlín
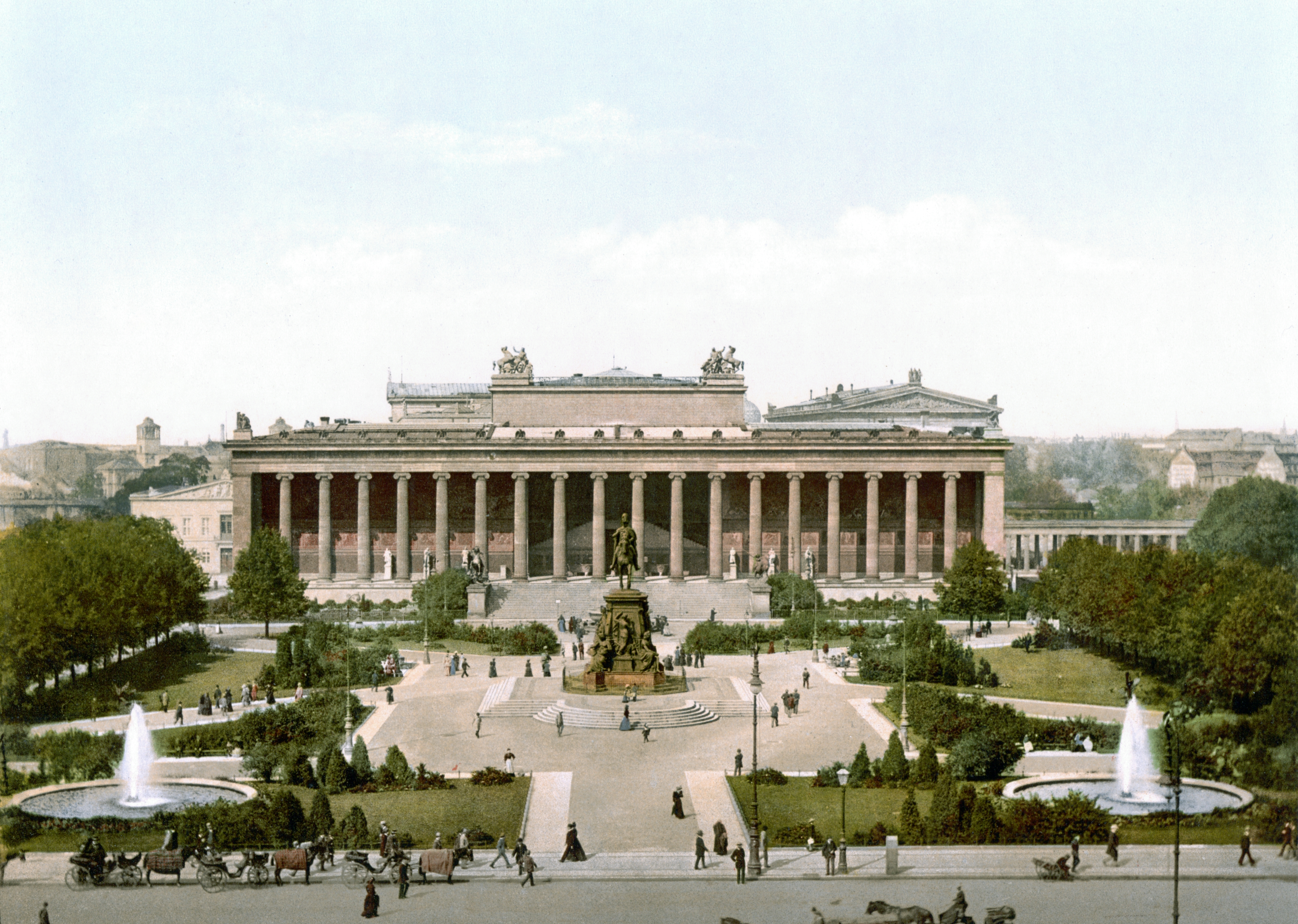
Museu Altes
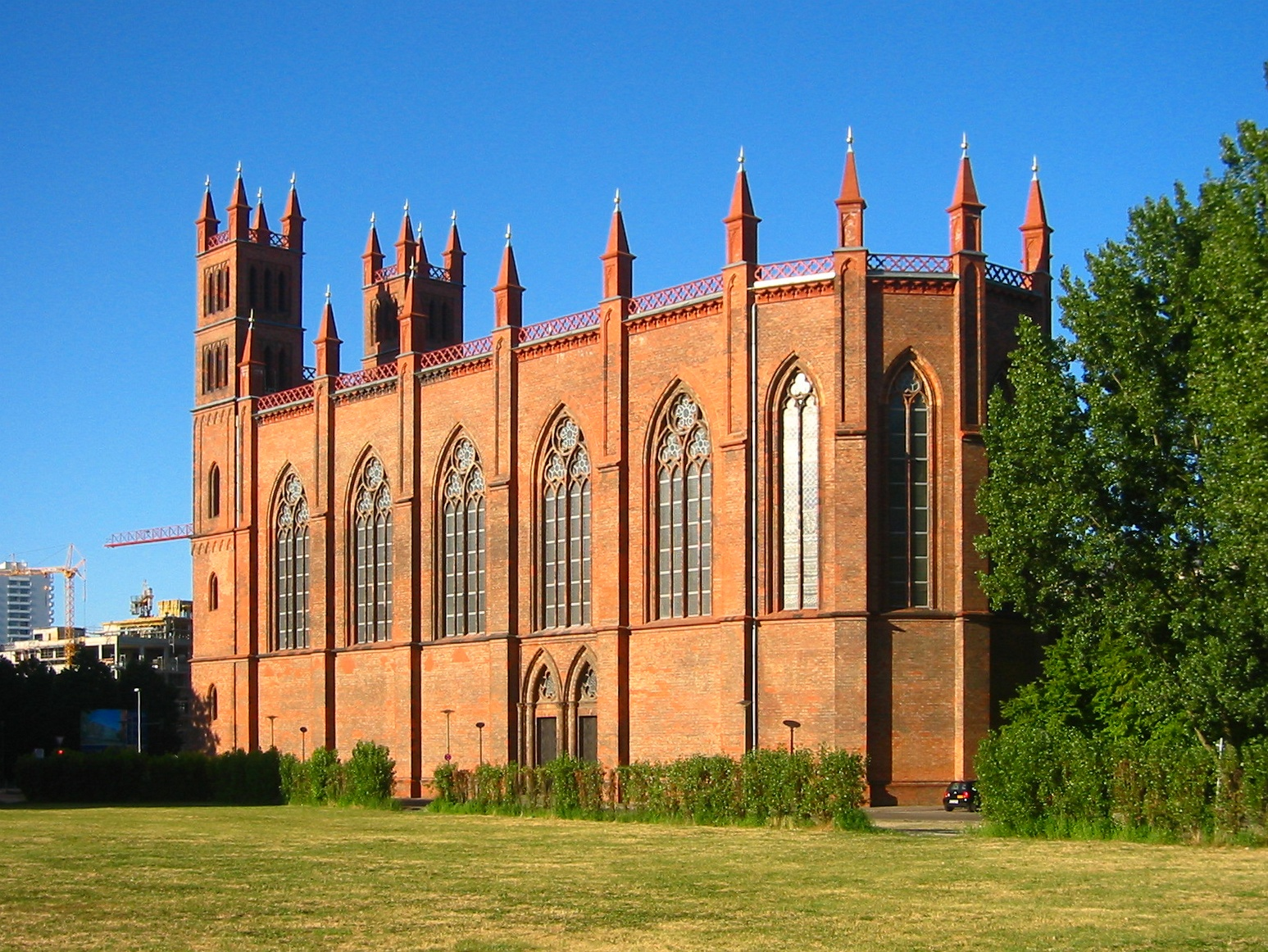
Friedrichswerdersche Kirche
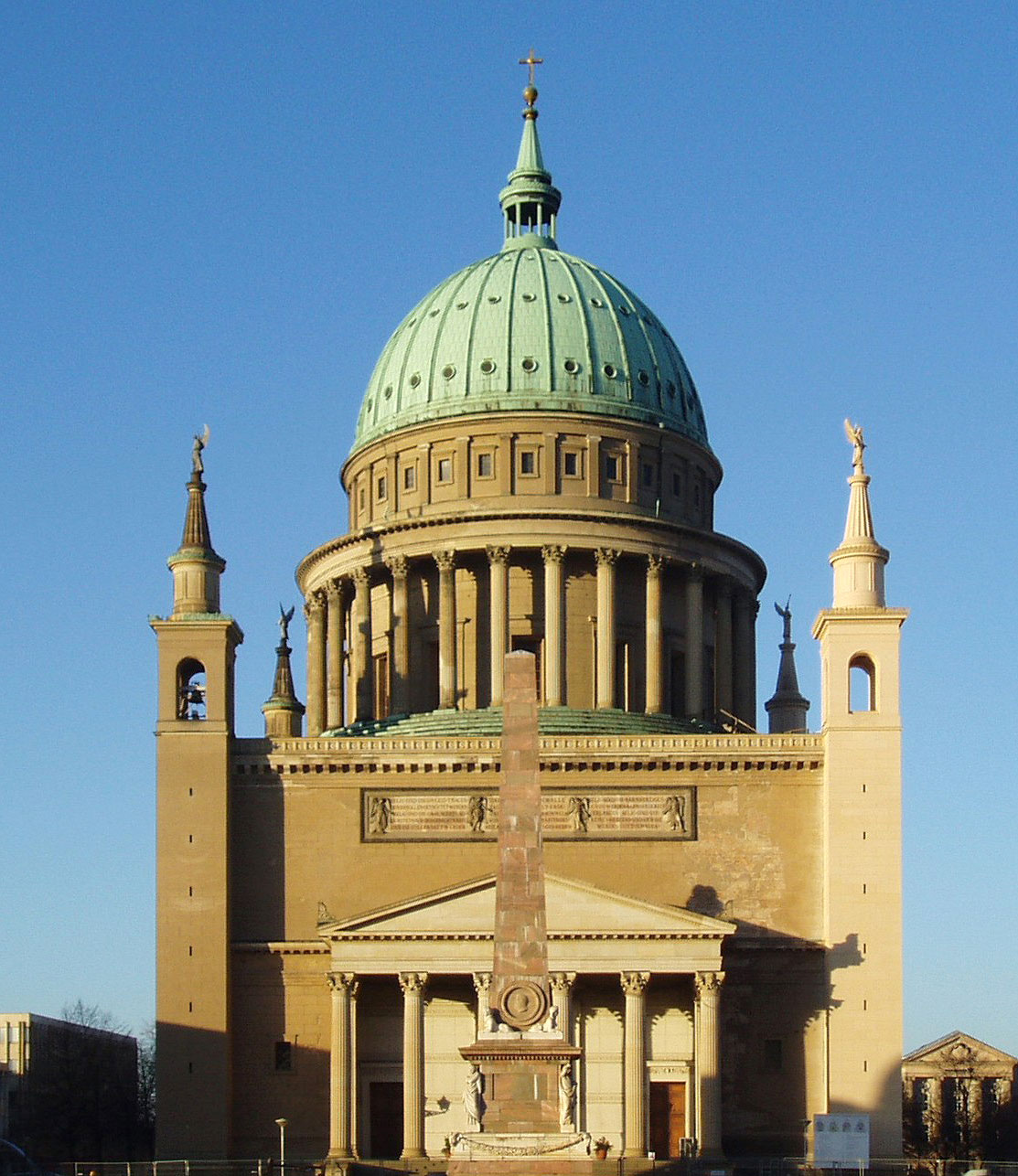
Potsdam Nikolaikirche
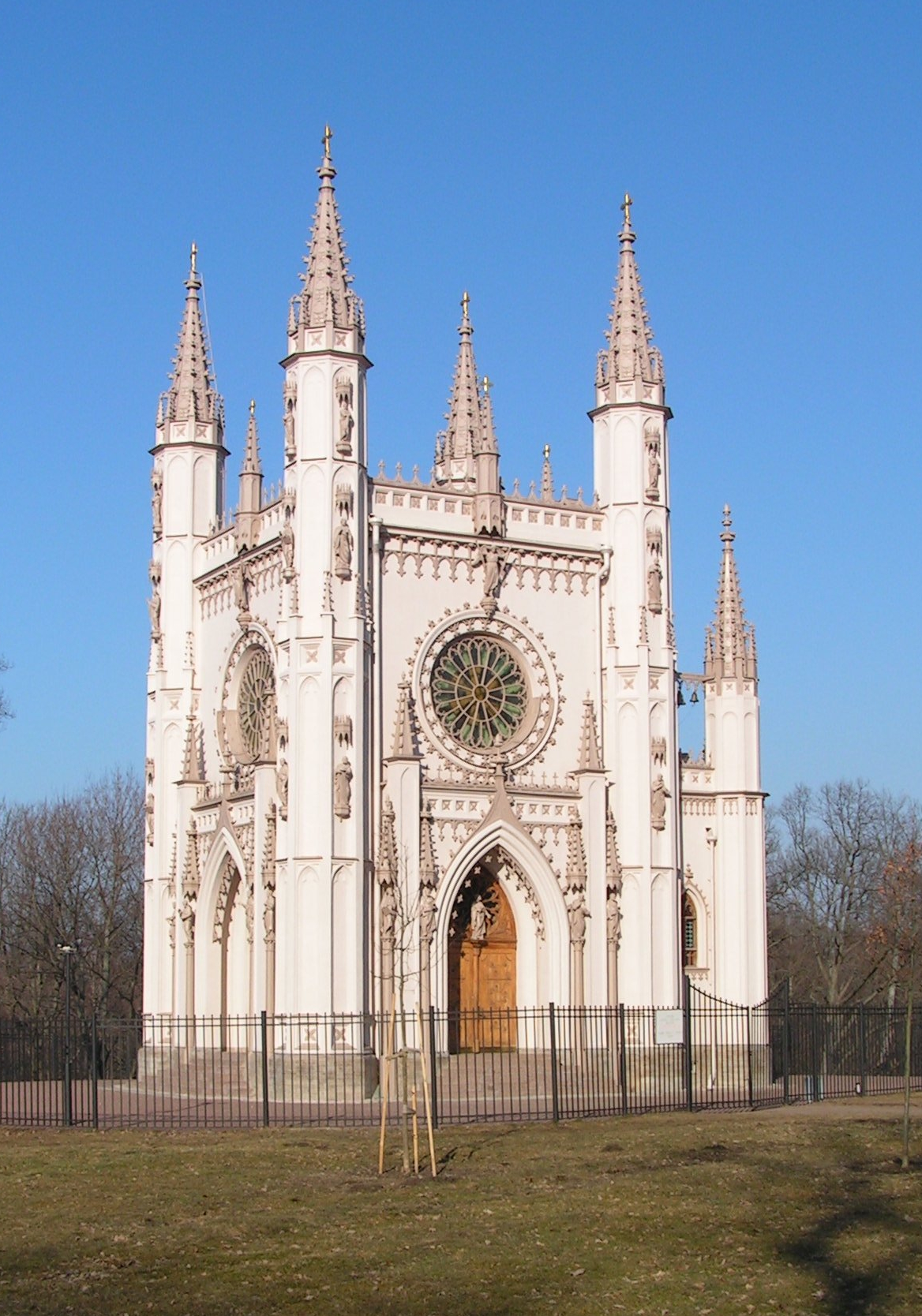
Capella Alexander Nevsky,Peterhof, Rússia
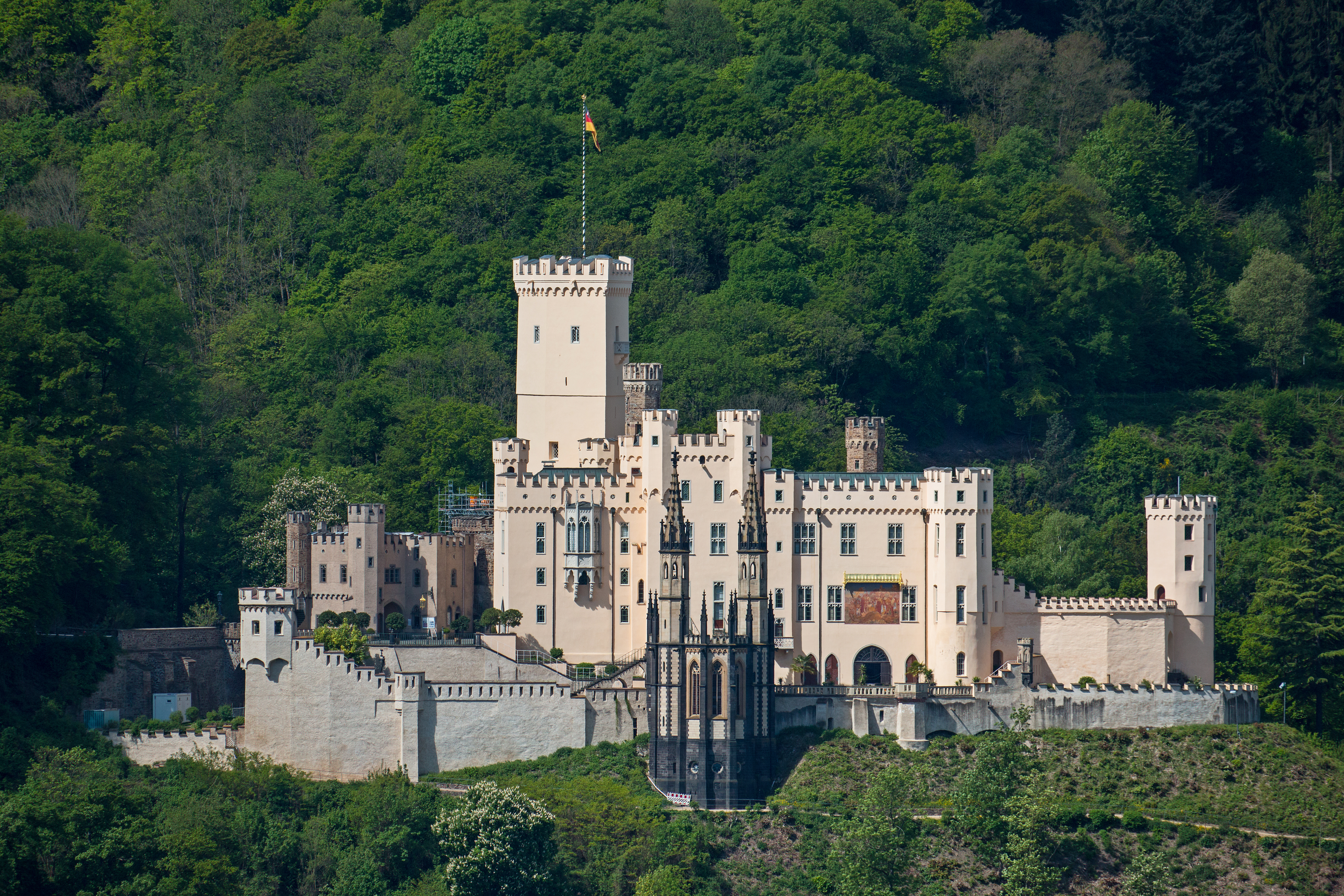
Schloss Stolzenfels

## Edificis

Selecció d'obres de Karl Friedrich Schinkel
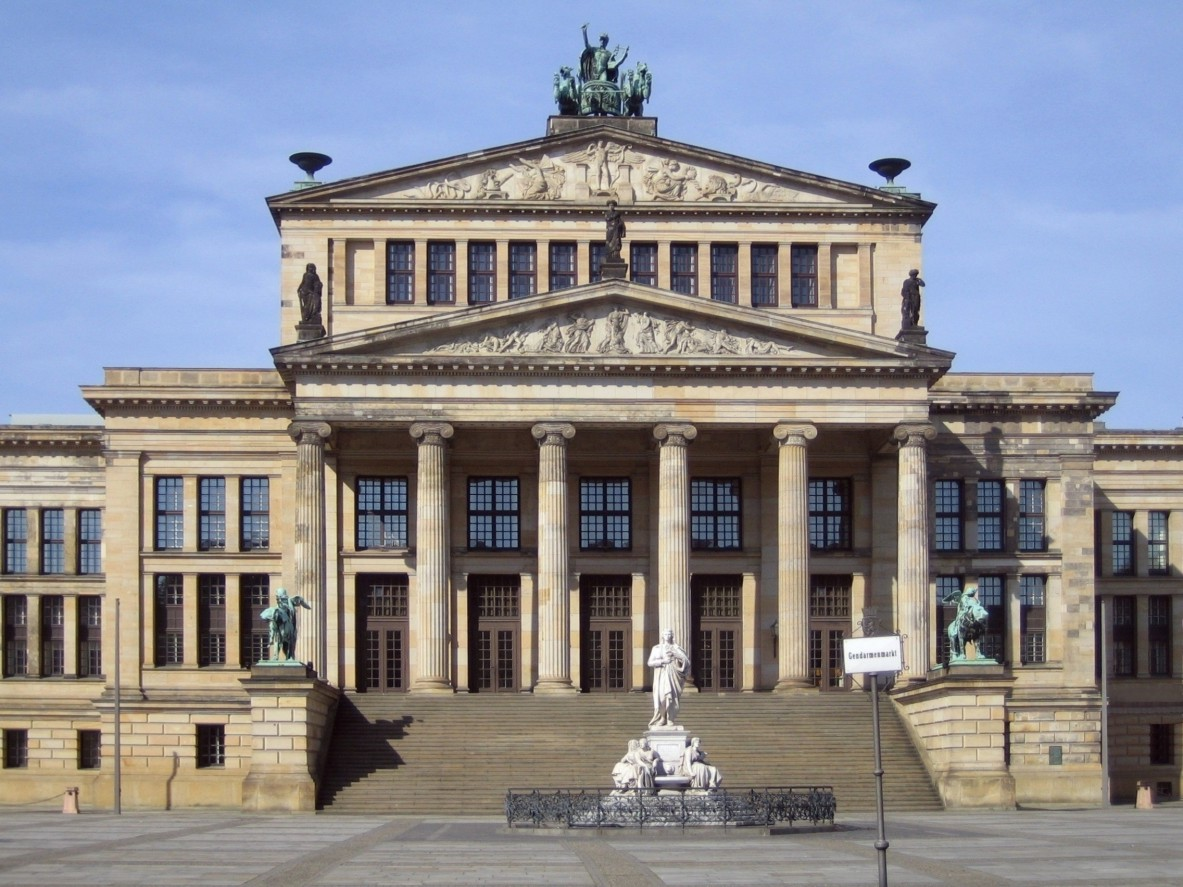
Konzerthaus, Berlín
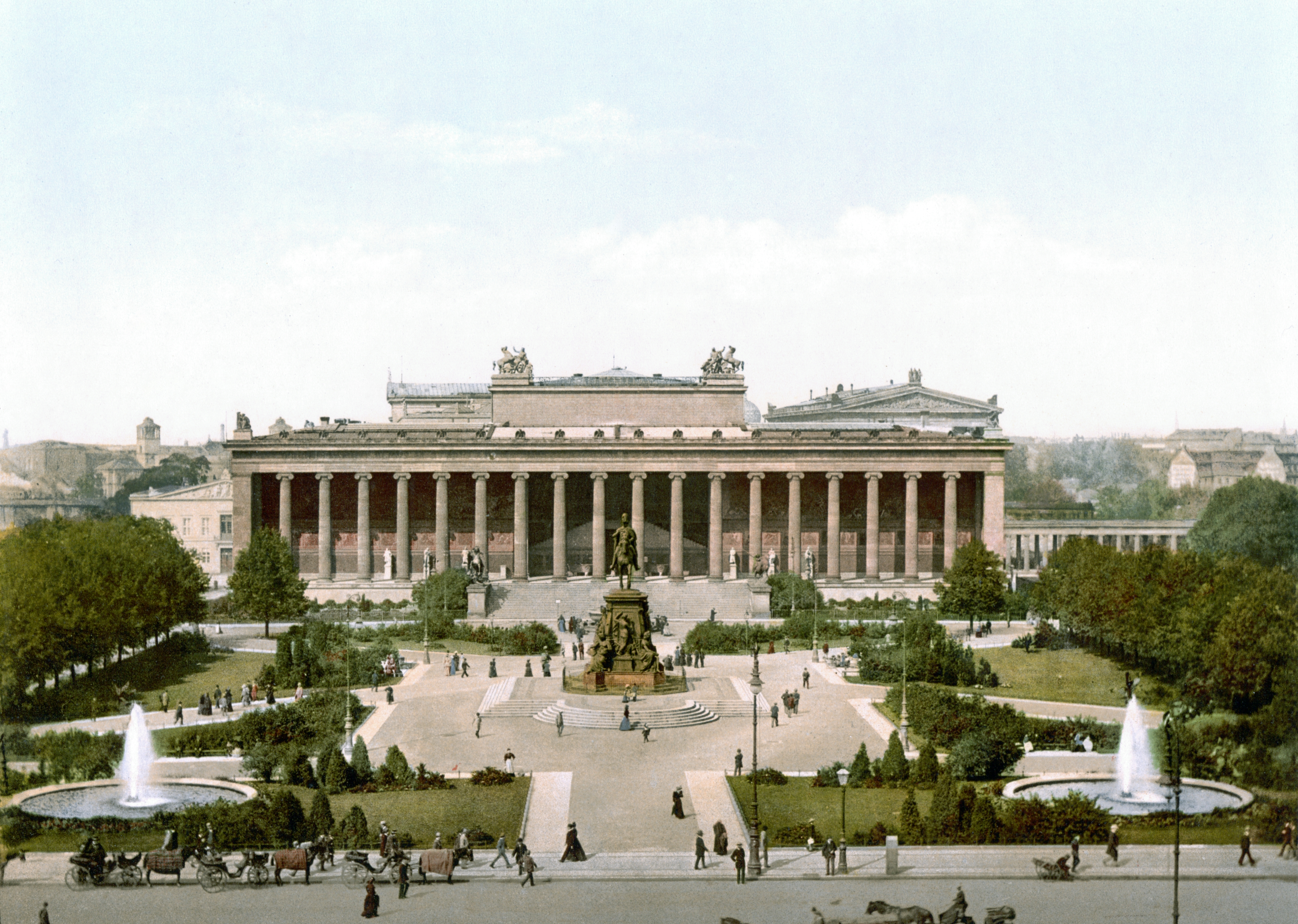
Museu Altes
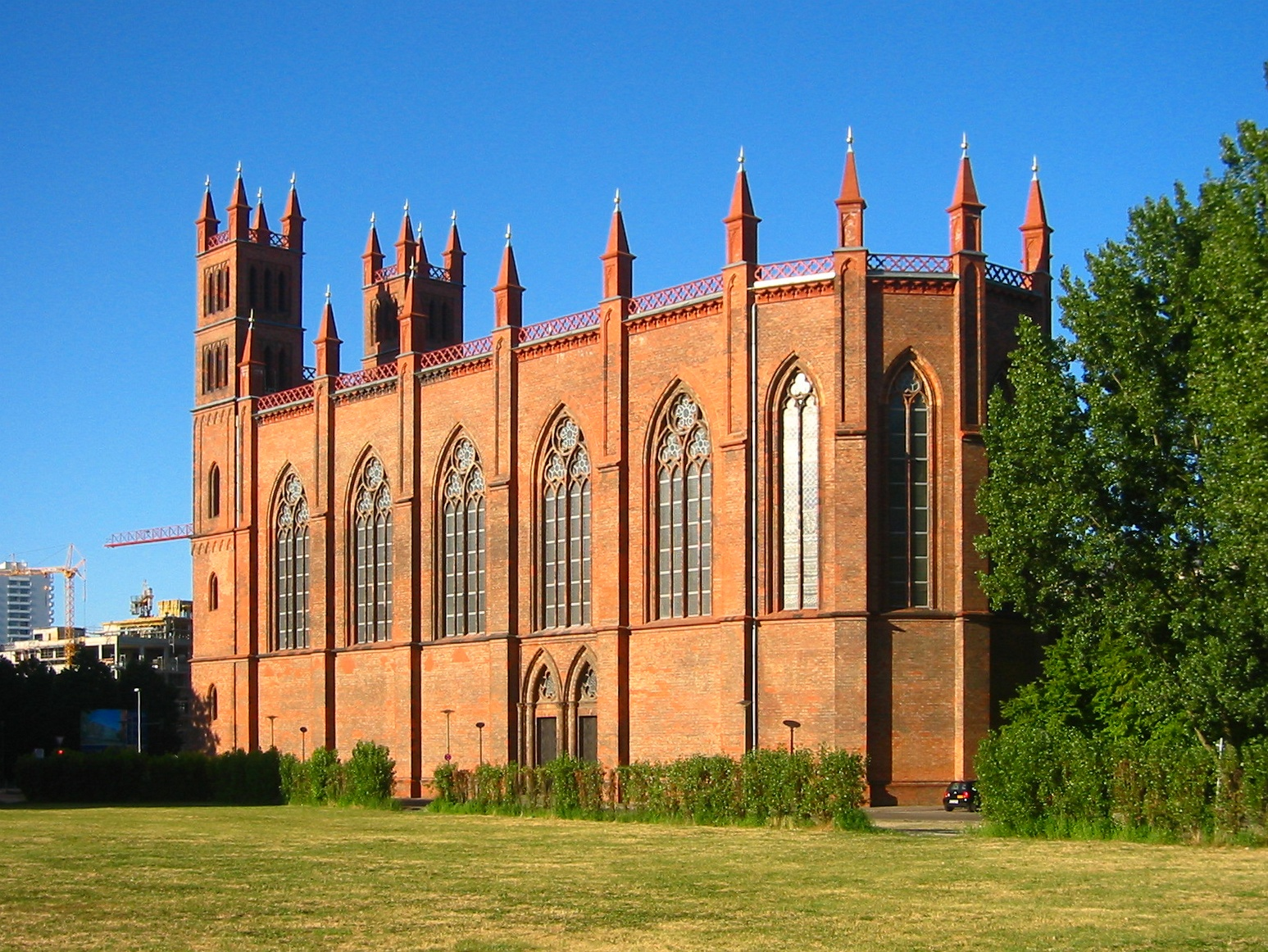
Friedrichswerdersche Kirche
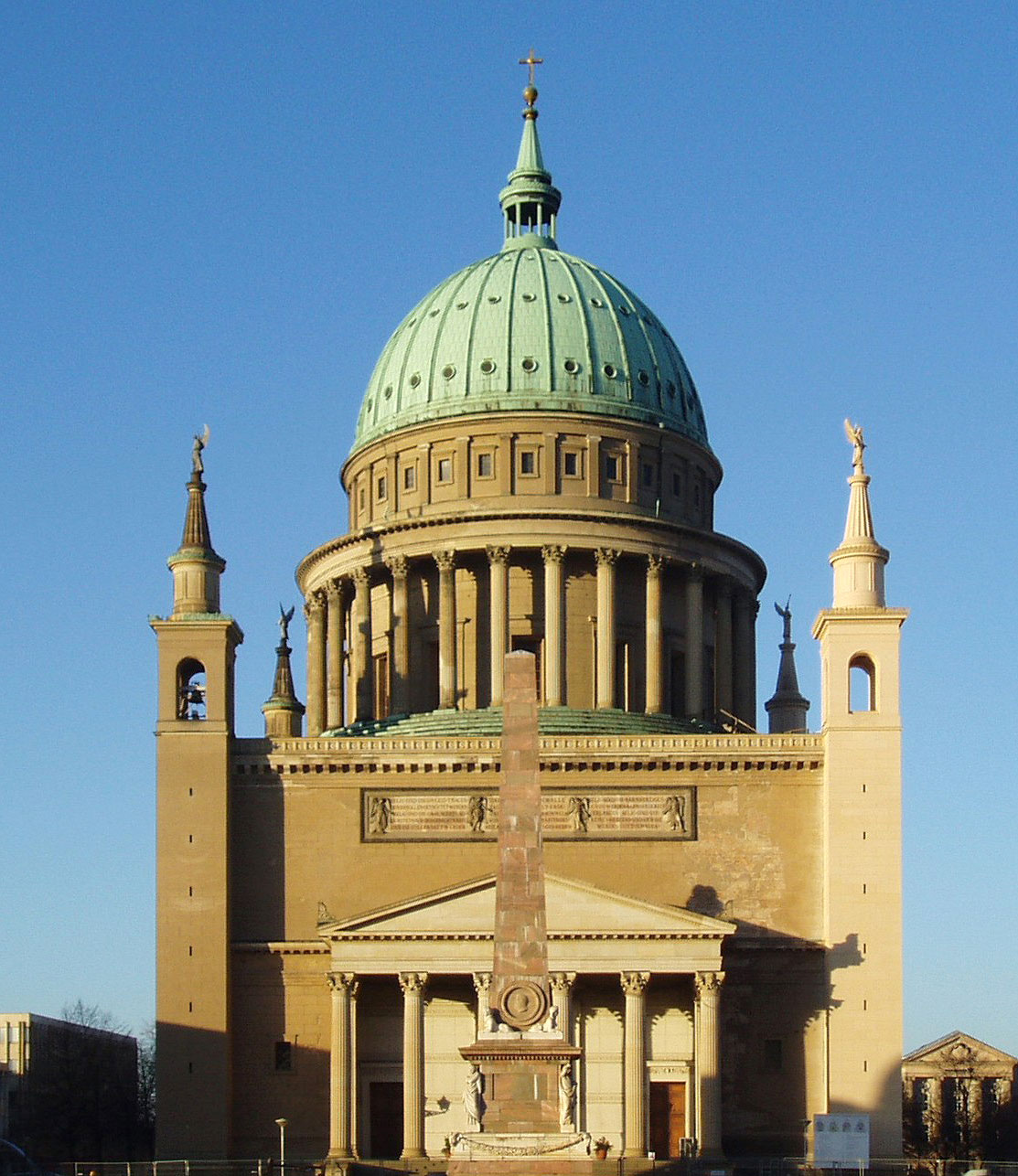
Potsdam Nikolaikirche
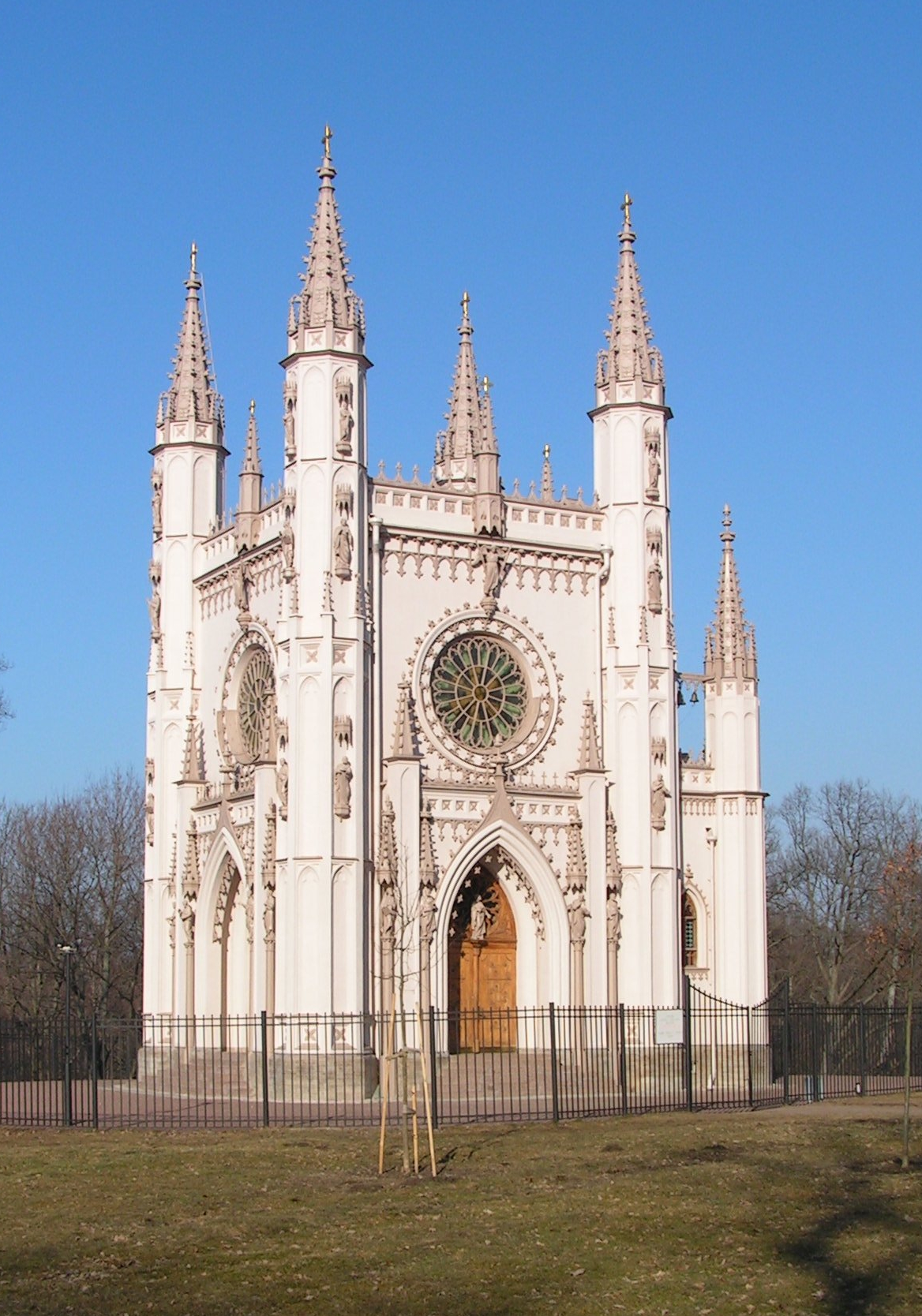
Capella Alexander Nevsky, Peterhof, Rússia
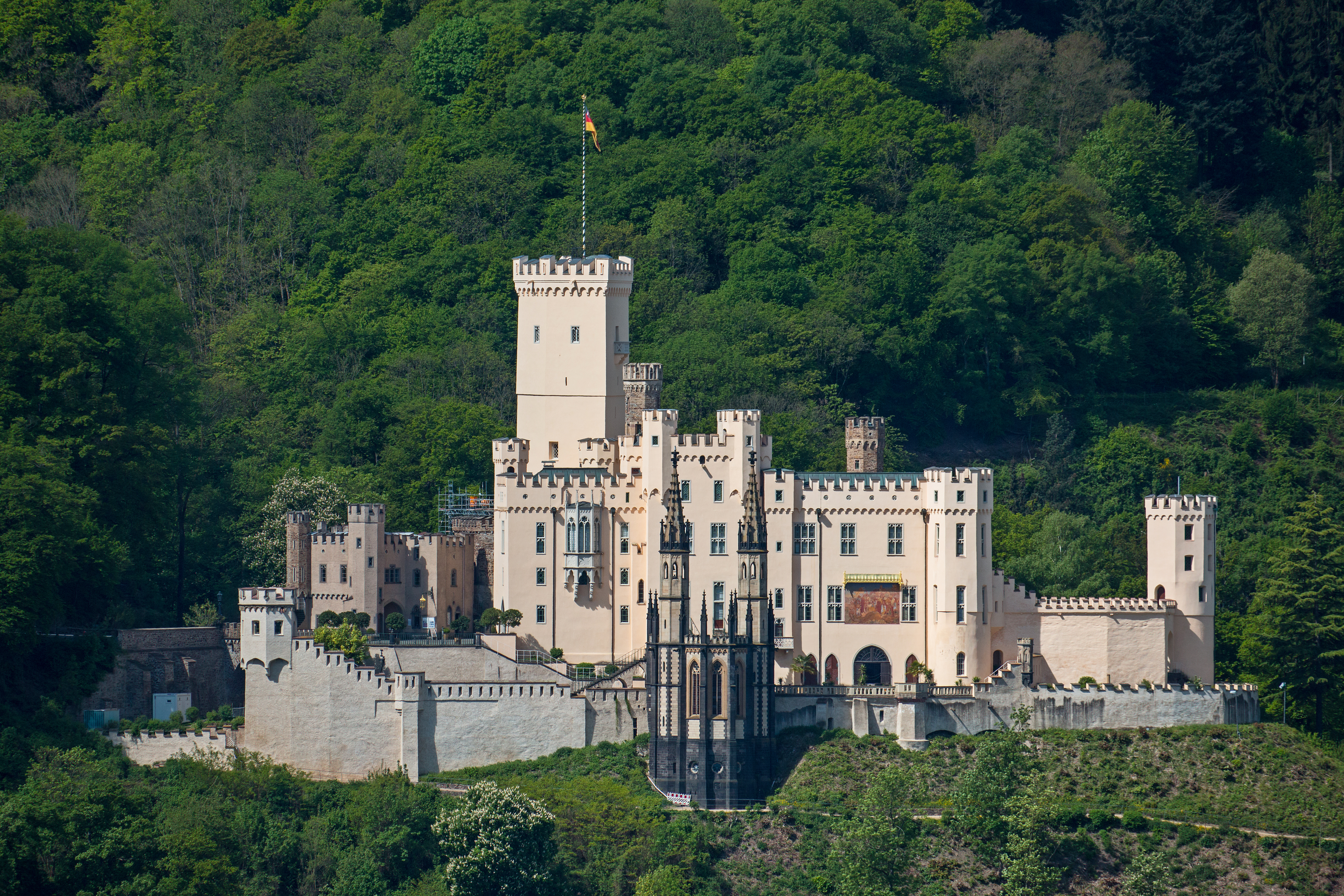
Schloss Stolzenfels

## Commemoració
El seu retrat va aparèixer al bitllet de 1.000 emès pel Reichsbank des de 1936 fins a 1945. La impressió va cessar el 1945, però el bitllet va romandre en circulació fins a l'emissió del marc alemany el 21 de juny de 1948.

## Galeria

Pintures de Karl Friedrich Schinkel
Catedral gòtica al costat d'un riu, 1813
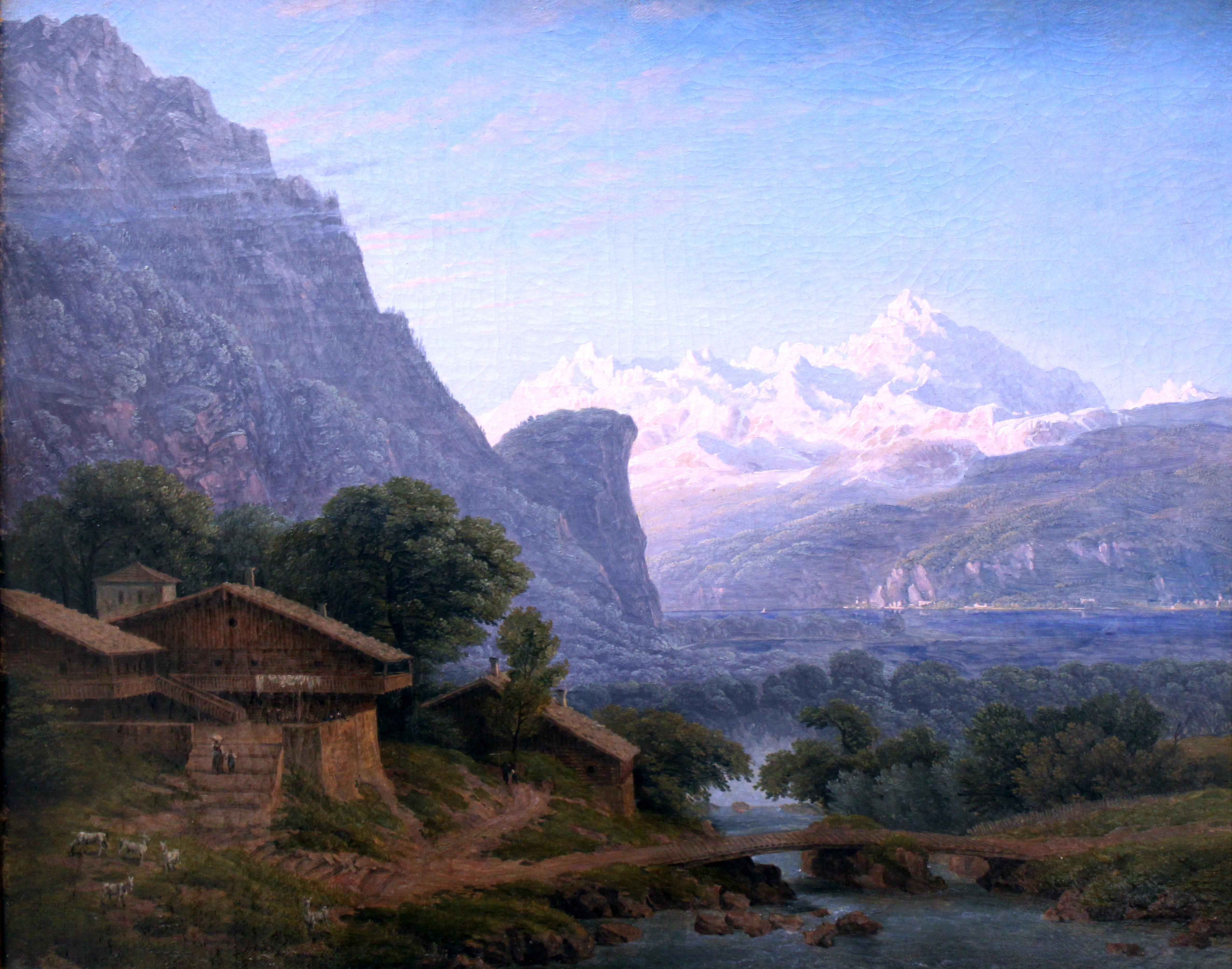
Vista del Mont Blanc, 1813
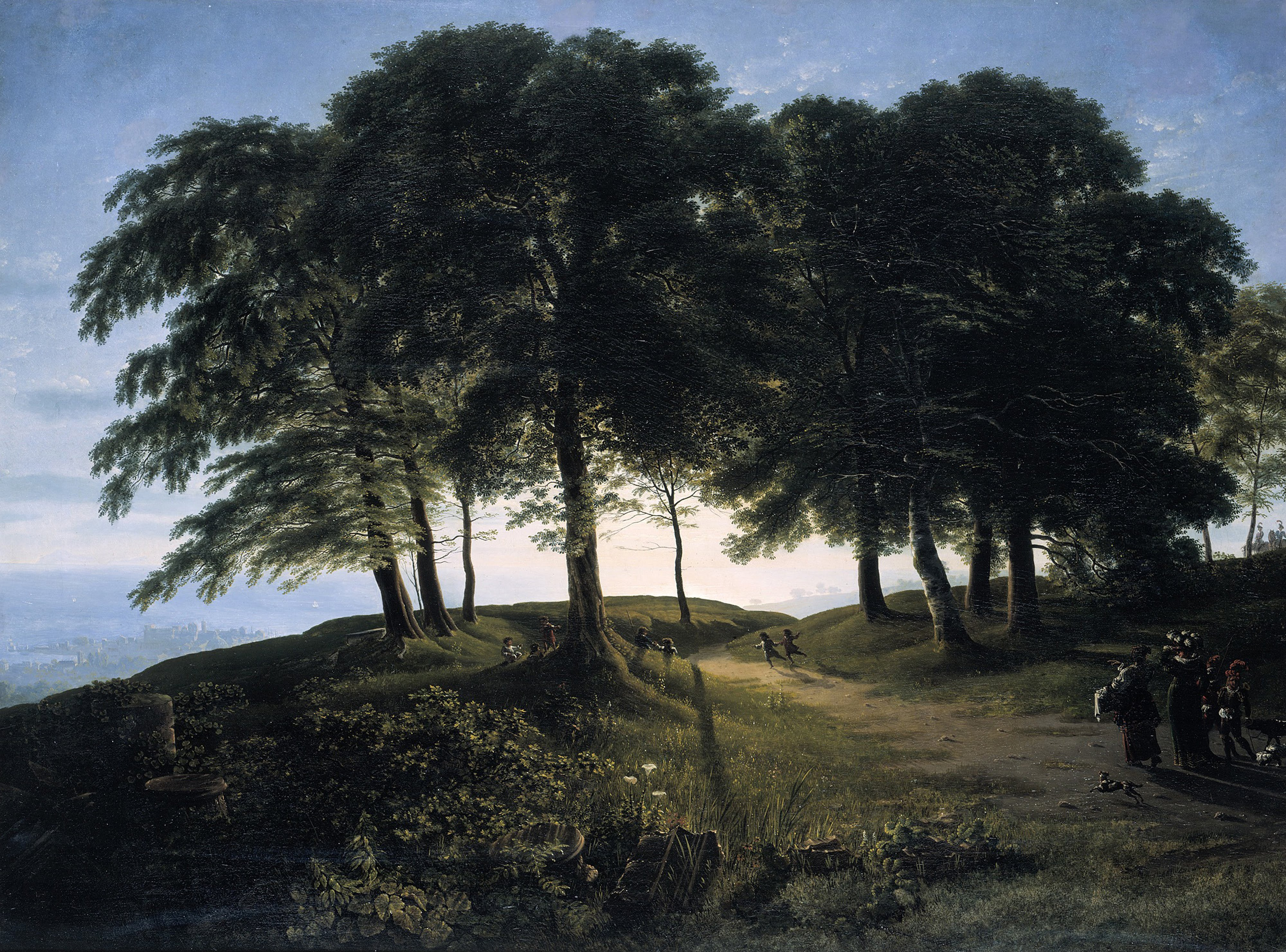
Matí, 1813
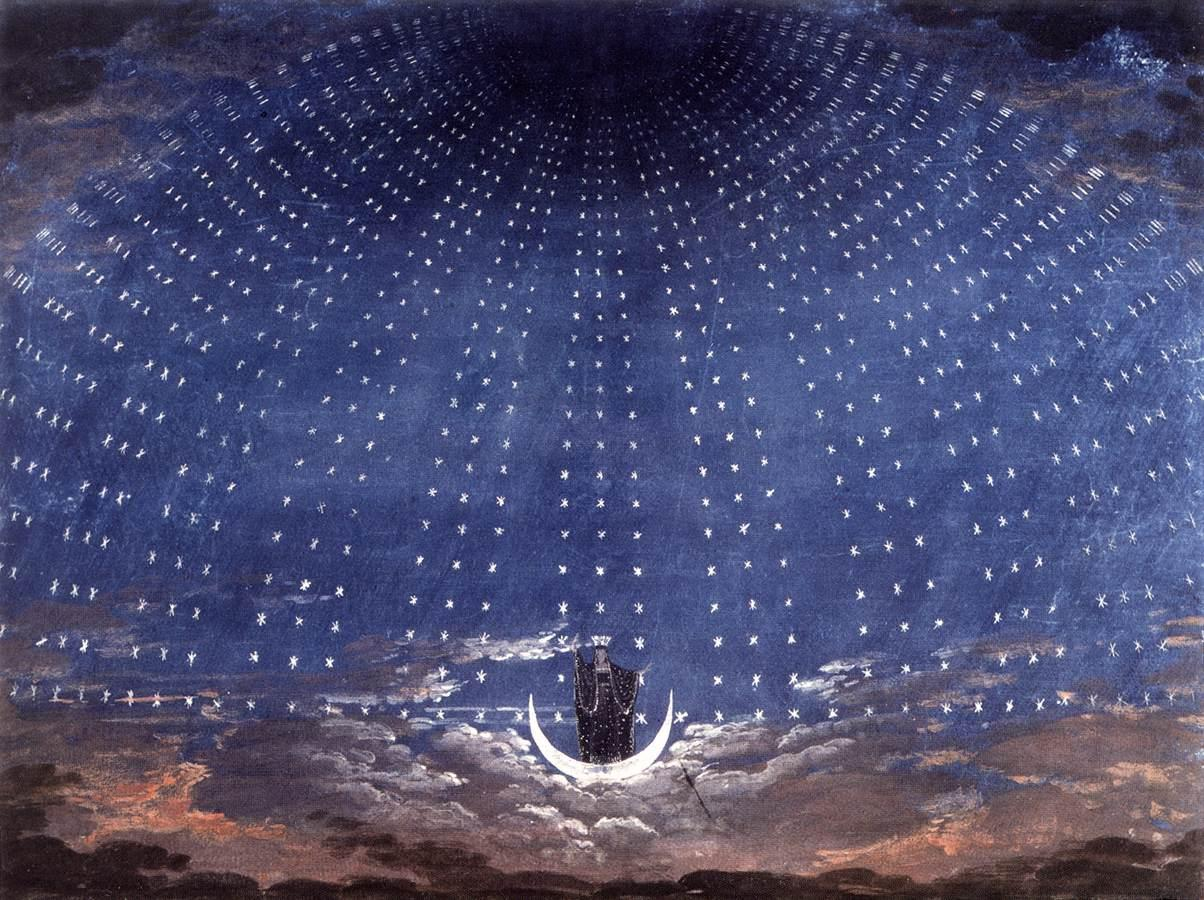
Escenografia de Karl Friedrich Schinkel per ala Flauta màgicade Mozart, 1815
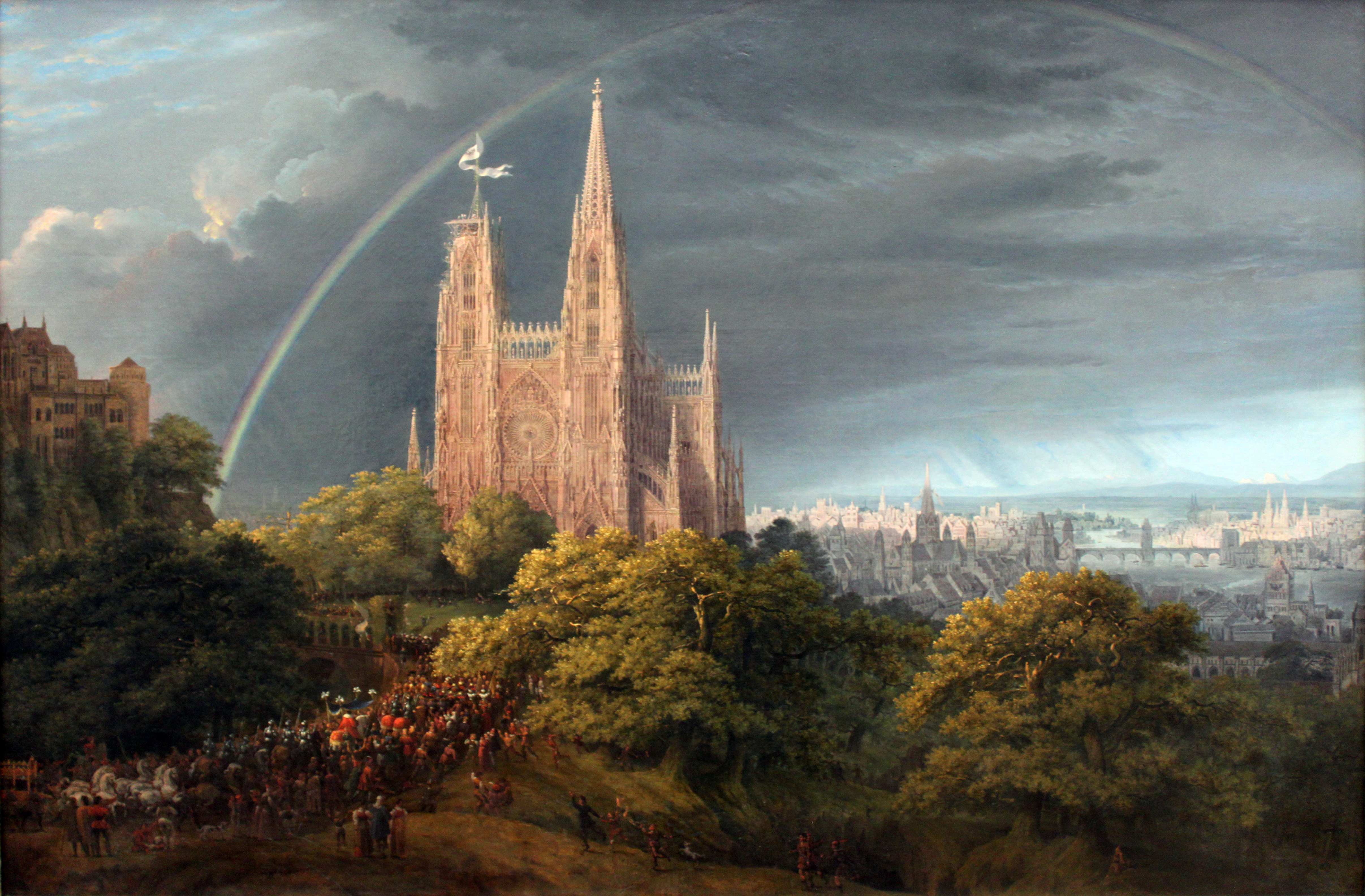
Ciutat medieval sobre un riu, 1815
Arc de roca, 1818
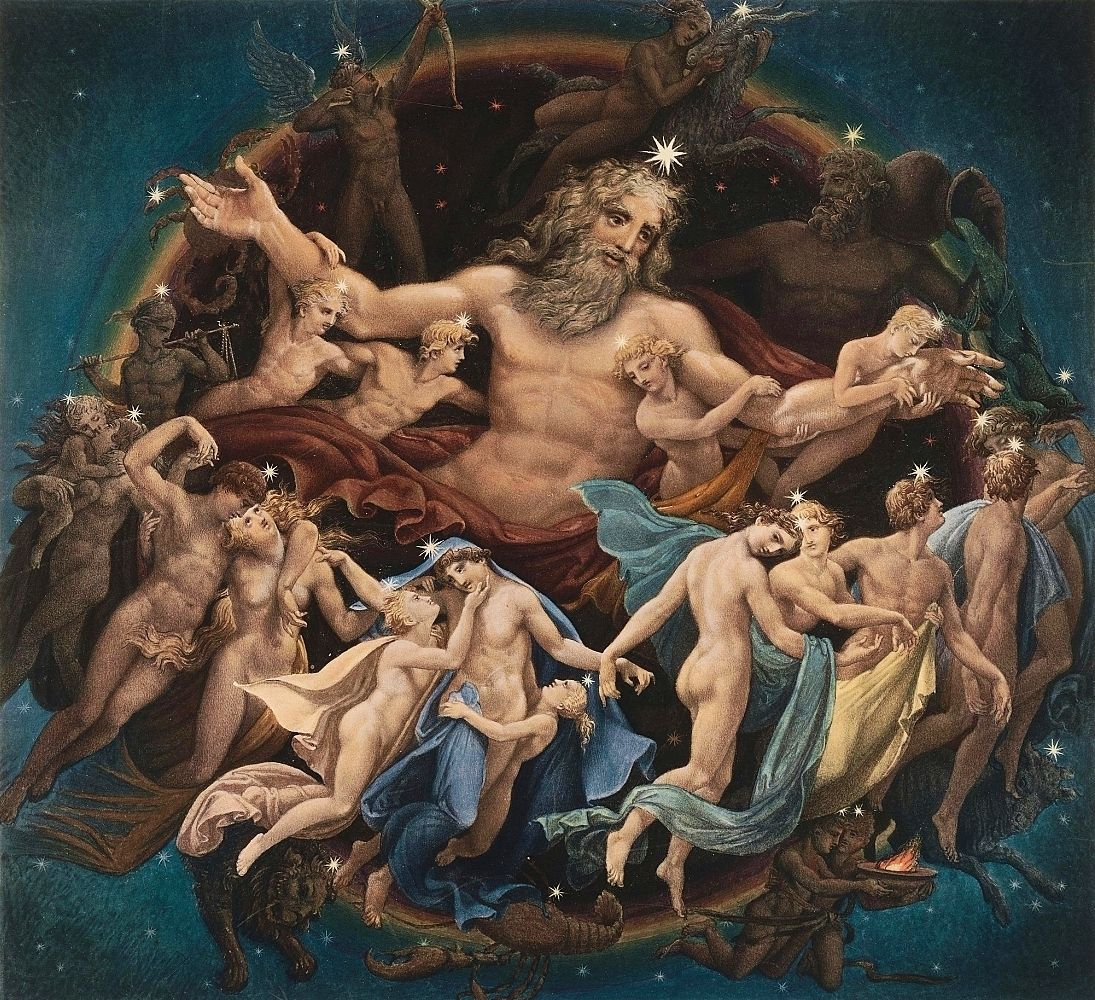
Urà i la dansa de les estrelles, 1834
Christian Peter Wilhelm Beuth, 1837 (Al·legoria de la renovació industrial de Prússia)